# Cultureel racisme
Cultureel racisme, nieuw racisme of neoracisme is een vorm van racisme die de cultuur van een vermeend ras of groep superieur acht aan andere rassen of groepen. Het treedt zowel institutioneel als individueel op. Bij cultureel racisme gebruikt de dominante groep de definitiemacht om de voorkeur voor de eigen cultuur – etnocentrisme – op te leggen. Niet-dominante groepen worden onderscheiden door cultuur en religie als de essentie van die groepen voor te stellen waarbij die essentie bedreigend zou zijn voor de dominante cultuur.
Het begrip werd ontwikkeld in de jaren 1980-90 naar aanleiding van een verschuiving in de retoriek van vreemdelingenhaat. Na de gruwelen van de Tweede Wereldoorlog met excessen van genocide, eugenetica en segregatie was openlijk racisme voor lange tijd onaanvaardbaar in de publieke opinie. Daarmee waren vooroordelen en angst voor het vreemde echter niet verdwenen, evenmin als uitgesproken racisme. De decennia van economische voorspoed na de oorlog en de vrijwel volledige werkgelegenheid brachten ook een immigratiegolf van gastarbeiders richting Europa op gang. Met de oliecrisis van 1973 kwam er echter een einde aan de economische groei en groeide de werkloosheid, wat de tot dan toe geprezen tolerantie af deed nemen. De voedingsbodem voor een tweedeling binnen de arbeidersklasse groeide zo, aangezien autochtonen een werkelijke of ingebeelde rivaliteit ondervonden van allochtonen op het gebied van werk, huisvesting en opleiding, terwijl misbruik van sociale voorzieningen breed werd uitgemeten. Door het taboe op biologische discriminatie werd de nadruk gelegd op culturele verschillen. Xenofobie en alledaags racisme konden zo met een beroep op de nationale identiteit en de volksaard toch weer op de politieke agenda verschijnen.
Cultureel racisme is een bekritiseerd en controversieel concept, aangezien het afwijkt van de taalkundige definitie van racisme, die racisme definieert als discriminatie op grond van huidskleur. Daarmee zou het begrip racisme te veel opgerekt worden en van zijn betekenis ontdaan worden. 

## Begripsontwikkeling
Volgens Martin Barker was dit een nieuw racisme waar de nadruk niet meer lag op biologisch determinisme, de vermeende biologische superioriteit of inferioriteit van het wetenschappelijk racisme. Bij het nieuwe racisme lag volgens hem de nadruk op het anders zijn, een cultureel determinisme. Ook Étienne Balibar kwam tot die conclusie, waar nationalisme en de wens om een nationale identiteit te behouden, bijdragen aan neoracisme. In plaats van een mystiek verhaal over afstamming, zoals in het völkischer Nationalismus, werd de nadruk gelegd op de sociale problemen rond allochtonen die hun oorzaak zouden vinden in de andere cultuur. Die andere cultuur behoorde niet bij allochtonen van westerse afkomst, maar bij die van niet-westerse afkomst, waarmee het biologisch determinisme via een achterdeur weer terugkeerde en immigranten als de oorzaak van alle sociaal-economische problemen werden gezien.
Pierre-André Taguieff maakte onderscheid tussen heterofoob en heterofiel racisme die bestreden worden door respectievelijk heterofiel en heterofoob antiracisme. Heterofoob racisme is een afkeer van afwijkend gedrag en een wens voor een homogene samenleving. Het universalisme van de verlichting veronderstelde het gelijkheidsbeginsel, maar bij heterofoob racisme is dat universalisme verworden tot de wens voor een universele homogene samenleving en een afkeer van alles wat daarvan afwijkt. Die homogeniteit kan bereikt worden door assimilatie waarbij afwijkende groepen opgaan in de dominante groep, door segregatie waarbij de andere groep nauwelijks meer zichtbaar is, of door genocide waarbij de andere groep verdwijnt. Dit racisme wordt tegengegaan door heterofiel antiracisme dat etnische en culturele diversiteit juist als waardevol ziet. Het heterofiel of differentieel antiracisme uit zich onder meer als cultuurrelativisme of methodologisch relativisme. Antropologen als Franz Boas en Claude Lévi-Strauss gebruikten dit om andere culturen te onderzoeken. Boas was een van de belangrijkste tegenstanders van wetenschappelijk racisme en biologisch determinisme. Hij betoogde dat het biologische onderscheid dat gemaakt werd tussen vermeende rassen in werkelijkheid veel meer een cultureel verschil was. Het universalistische concept van een unilineaire evolutie met verschillende gradaties van beschaving die elk volk zou doormaken, werd afgewezen door Boas. Elke cultuur zou uniek zijn met een eigen geschiedenis, gevormd door specifieke historische omstandigheden en omgevingsfactoren, al sloot Boas diffusionisme tussen culturen niet uit. Het methodologisch relativisme moest het mogelijk maken om andere culturen onbevooroordeeld te onderzoeken en niet vanuit de eigen waarden en normen, vergelijkbaar met de waardevrijheid van Max Weber. Deze neutrale of zelfs positieve benadering van andere culturen botste met cultuuruniversalisme – dat uitgaat van de mogelijkheid om culturen met elkaar te vergelijken – en het cultuurabsolutisme dat daar een hiërarchie aan geeft. Volgens Strauss was een zekere intolerantie ten opzichte van andere culturen overigens een manier om het karakter van de eigen cultuur te beschermen tegen vreemde invloeden. 
Heterofiel racisme verwerpt universalisme en legt juist de nadruk op verschillen en bepleit particularisme. In dit essentialisme worden die verschillen als absoluut gezien en rassen hiërarchisch ingedeeld op de naturalistische wijze. Heterofiel racisme of neoracisme verwerpt heterofiel antiracisme, omdat integratie en de resulterende smeltkroes elke individuele cultuur zou doen laten verdwijnen. Juist deze etnocide zou racistisch zijn. Heterofiel racisme wordt op zijn beurt verworpen door heterofoob antiracisme. Volgens deze richting werken verschillen juist ongelijkheid in de hand en daarmee vijandigheid. Zo kunnen heterofiel en heterofoob antiracisme ook met elkaar botsen.

## Geschiedenis
Om associaties met het oude racisme te voorkomen, werd het gebruik van daarmee gerelateerde taal voorkomen. Dit werd expliciet vermeld door de in 1968 opgerichte GRECE. Deze organisatie was de denktank van Nouvelle Droite of nieuw-rechts die deze richting een respectabel voorkomen moest geven om na het verdwijnen van de terreurorganisatie Organisation de l'armée secrète de culturele hegemonie te waarborgen. Ze lieten de biologische rechtvaardiging los en namen in plaats daarvan de terminologie over van het heterofiele antiracisme. Zo zou het etnopluralisme het recht op verschillend zijn moeten waarborgen en zo een tegenhanger zijn van multiculturisme.
Het gedachtegoed bleef echter niet beperkt tot extreemrechts. In 1968 zorgde Enoch Powell nog voor controverse met zijn rivieren-van-bloed-toespraak, maar in 1978 dacht Margaret Thatcher dat:
[...] people are really rather afraid that this country might be rather swamped by people with a different culture and, you know, the British character has done so much for democracy, for law and done so much throughout the world that if there is any fear that it might be swamped people are going to react and be rather hostile to those coming in.
Doordat de nadruk verschoof van biologische naar culturele verschillen, rees de vraag in hoeverre dit racisme was, dan wel etnocentrisme. Hoewel de eigen superioriteit niet meer expliciet benoemd werd, bleven de onverdraagzaamheid en uitsluiting een constante. Vakbonden en politieke partijen zoals in Nederland de Socialistische Partij zagen de import van goedkope arbeid met lede ogen aan, terwijl onder de bevolking weerstand groeide tegen wat werd gezien als een gebrek aan aanpassing. Onder meer kwam het in 1972 tot de Rellen in de Afrikaanderwijk in Rotterdam. Zo relatief kort na de Tweede Wereldoorlog kregen anti-immigratiepartijen echter nog weinig voet aan de grond. Een neonationalistische richting viel echter steeds meer te ontdekken, waarbij een homogeniteit van de natie impliciet verondersteld werd zonder de binnenlandse of regionale verschillen te benoemen. Wim Couwenberg vroeg in 1982:
Hoeveel vreemdelingen kan elk Europees cultuurvolk verdragen zonder zijn identiteit te verliezen?
Een exponent daarvan was Samuel P. Huntington die met Clash of Civilizations uit 1996 de wereld onderverdeelde in major civilizations. Het zouden de culturele verschillen hiertussen zijn die de toekomstige conflicten zouden bepalen. Hiermee veronderstelde hij een homogeniteit binnen die major civilizations die er niet was, terwijl ze onderling meer overeenkomsten hebben dan uit deze indeling blijkt.
Dit alles betekende echter niet dat er geen expliciete biologische verbanden meer werden gelegd. Zo maakte komiek Bernard Manning in 1995 voor een publiek van de Greater Manchester Police nog de grap:
They actually think they're English cause they're fucking born here that means if a dog's born in a stable it's a fucking horse.

## Kritiek
Cultureel racisme is aan kritiek onderhevig, omdat het tot begripsinflatie zou kunnen leiden als biologisch determinisme vervangen wordt door cultureel determinisme.
Critici van het concept cultureel racisme verwerpen het gebruik van het concept, omdat:
- Cultureel racisme een contradictio in terminis is, aangezien racisme verwijst naar de haat, benadeling, uitsluiting en discriminatie van mensen omwille van hun onveranderlijke biologische kenmerken. Ideeën zitten niet in  genen en culturen hebben geen huidskleur.[13]
- Het gebruik van het concept cultureel racisme zelf vervalt in racisme in de oorspronkelijke definitie, aangezien ideeën zouden worden geracialiseerd.[14]
- Door gebruik van de term cultureel racisme zouden tegenstanders gecriminaliseerd worden, aangezien racisme is een strafbaar feit is.[4]

Voorstanders van het concept cultureel racisme beargumenteren echter:
- net als in het oude biologische racisme is er sprake van uitsluiting, onderdrukking en exploitatie
- groepen immigranten worden geracialiseerd, waarbij cultuur en gedrag als een onveranderlijk onderdeel van die groepen worden gepresenteerd en als bedreiging van de natiestaat
- de nadruk op cultuur maskeert het raciale aspect, omdat dit te gevoelig ligt

Tegelijkertijd gaat het culturele aspect regelmatig gepaard met een onbenoemd raciaal aspect, zoals in de onderliggende aannames van Thatcher die alleen betrekking hadden op de niet-blanke immigranten of bij Jean-Marie Le Pen die nabijheid als voorwaarde gaf. Daarmee werd dit standpunt steeds meer verdedigd vanuit de stelling dat dit nu eenmaal de menselijke aard was. Problematisch hiermee is dat groepsidentiteit gelijkgesteld wordt aan nationale identiteit. Ook wordt aangenomen dat vijandigheid tussen groepen, landen en bevolkingsgroepen natuurlijk is en dat mensen alleen naar landen zouden kunnen migreren waar zij natuurlijk thuis zouden zijn. Echter vooral door de aannames dat bevolkingsgroepen een onveranderlijke essentie hebben op basis waarvan ze worden uitgesloten, maakt dat het zinvol kan zijn om over cultureel racisme te spreken. Om te kunnen bepalen of er daadwerkelijk sprake is van cultureel racisme moet de context van individuele uitspraken beoordeeld worden.